# Vicky Dawson
Vicky Dawson (lub Victoria Dawson) – amerykańska aktorka filmowa i telewizyjna.
Zagrała w filmach: Zabójca Rosemary (1981), Breaking Up (1978) i Carbon Copy (1981), oraz w operze mydlanej As The World Turns.